# 圣玛丽亚-杜萨尔图
圣玛丽亚-杜萨尔图是巴西米纳斯吉拉斯州的一个市镇。总面积442.101平方公里，总人口5724人，人口密度12.9人/平方公里。